# Oliba Cabreta
Oliba Cabreta († 990) war ein Graf von Cerdanya, Conflent und Besalú aus dem Haus Barcelona. Er war der dritte der vier Söhne von Miró dem Jüngeren, ebenfalls Graf von Cerdanya, Conflent und Besalú, und dessen Frau Ava. Seine Brüder waren Sunifred II., Wilfried II. und Miró Bonfill.

## Leben
Oliba beerbte im Jahr 966 seinen Bruder Sunifred II. in den Grafschaften Cerdanya und Conflent und 984 Miró Bonfill in der Grafschaft Besalú. Sein Beiname bedeutet so viel wie „Ziegenbock“ (katalanisch Gabra), weil er die Angewohnheit besessen haben soll, wie ein Bock mit seinen Füßen Löcher in die Erde zu scharren, sobald er in Wut geriet. Dies sollte sein kriegerisches und gewalttätiges Naturell verdeutlichen. Er führte einen langjährigen Krieg gegen Roger I. von Carcassonne um die Landschaften Capcir, Donezan, Peyrepertuse und Sault. Im Jahr 988 pilgerte Oliba nach Rom, um dort gegenüber dem heiligen Romuald seine Sünden zu beichten und wurde von diesem zur Entsagung des weltlichen Lebens bewegt. Er trat als Benediktinermönch der Abtei Montecassino bei, in der er im Jahr 990 starb.

## Nachkommen
Mit seiner Frau Ermengarde hatte Oliba vier Söhne:
- Bernard I. Tallaferro († 1020), Graf von Besalú.[3]
- Wilfried II. († 1046/49), Graf von Cerdanya und Conflent.[3]
- Oliba der Abt (971–1046), Graf von Berga, Abt von Sant Miquel de Cuixà und Santa Maria de Ripoll, Bischof von Vic (Osona).[3]
- Berengar († 1003), Bischof von Elne.[4]